# Црква Свете Катарине у Тадењу
Црква Свете Катарине у Тадењу представља храм Српске православне цркве у Епархији жичкој. Остаци цркве смештени су у засеоку Косурићи села Тадење, на високој заравни изнад десне обале реке Студенице. Село се спомиње у турским дефтерима из 16. века, али не и црква. Општи концепт градње цркве и начин зидања указују на локално градитељство прве половине 17. века. Црква је делимично укопана, једноставне правоугаоне основе са полукружном апсидом на истоку. Правоугаоне, лучно обликоване нише у апсиди представљају просторе проскомидије и ђаконикона. На јужном зиду је очуван мали прозорски отвор, док се на северном у истој висини налази мала ниша. Под цркве је поплочан надгробним споменицима украшеним геометријским мотивима. Око цркве се налази сеоско гробље. Уз северозападни угао цркве расте велики столетни храст, који умногоме угрожава њену статичку стабилност.
Црква се налази на списку заштићених културних добара Србије и означена је као културно добро од великог значаја.